# Ян Торп
Ян (Ієн) Джеймс Торп (англ. Ian James Thorpe, нар. 13 жовтня 1982, Сідней, Австралія) — австралійський плавець, 5-разовий Олімпійський чемпіон і багаторазовий чемпіон світу, екс-рекордсмен світу на дистанціях 200, 400 та 800 метрів вільним стилем. Нагороджений Орденом Австралії.

## Біографія
Батьки Яна не пов'язані зі спортом. Мати — вчитель, батько — садівник. Батько хотів, щоб Ян грав у крикет, проте недостатньо розвинена координація рухів не принесла результатів, а старша сестра, Христина, займалась плаванням. У віці 8 років Ян зацікавився плаванням, вирішивши скласти компанію сестрі. Спочатку Яну було не легко, бо він мав алергію на хлор. Першу медаль Ян виграв у віці 9 років. У 14 років він потрапив у збірну команду Австралії. До 15 років Ян тренувався у клубі Radstow, де домінував у плаванні вільним стилем, батерфляєм, на спині і брасом.
1997 року Ян був обраний плавцем для участі на змаганнях у Фукуоці від Австралії, йому на той час було 14 років. Він покращив свій особистий час на 6 сек, показавши час 3:53:44 у запливі на 400 м. Це була його перша серйозна перемога.

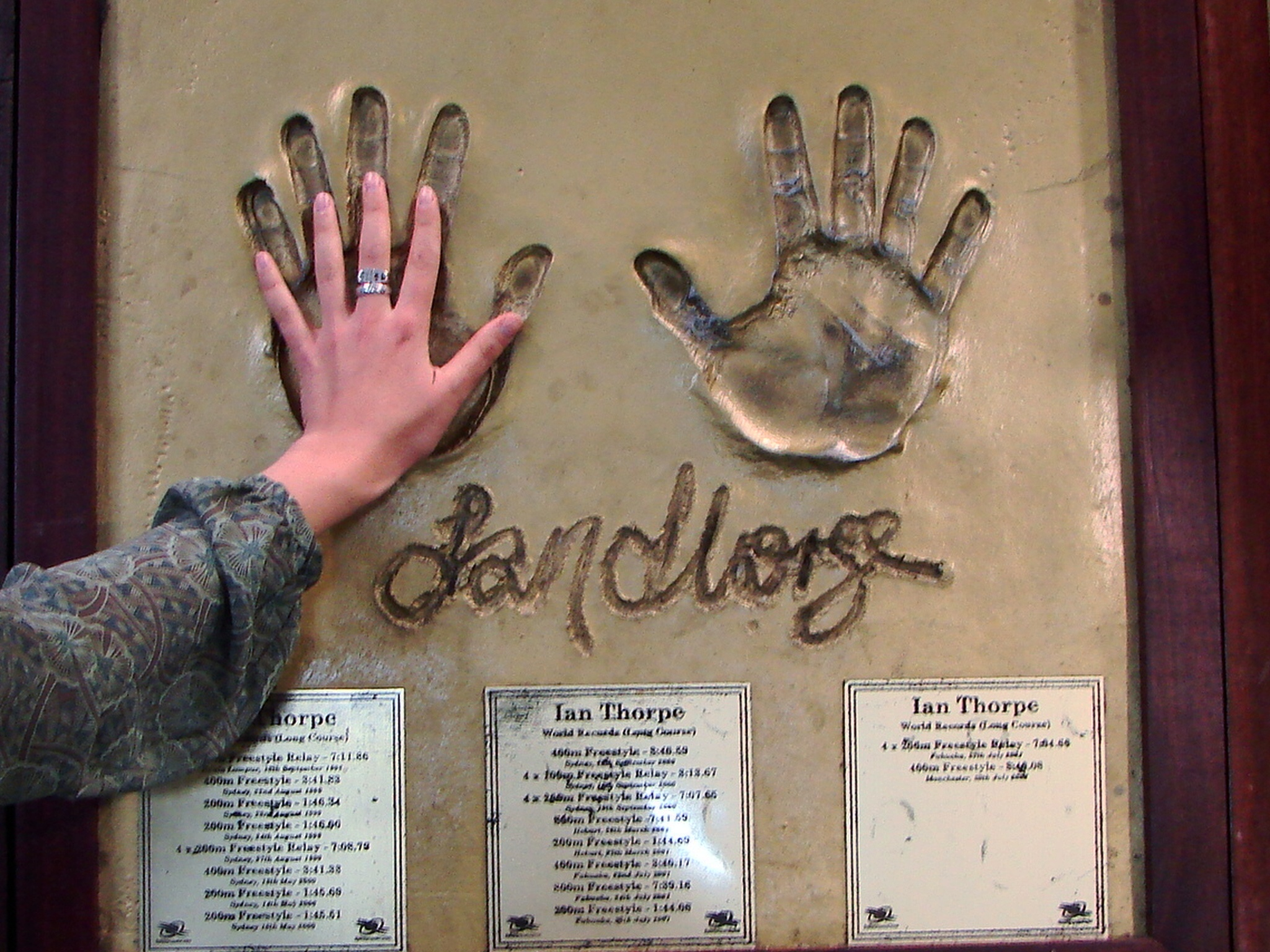
Відбитки рук Яна Торпа в Aquatic Centre Сідней

На Домашньому Чемпіонаті Світу (1998) Ян став повнолітнім у басейні, коли отримав «золото» у запливі на 400 м вільним стилем та у естафеті 4×200 м у команді. Отже Торп став наймолодшим плавцем — Чемпіоном Світу. На його честь на доріжці чемпіонів встановлена меморіальна дошка.
У вересні 1998 року Торп усіх вразив чотирма золотими медалями Ігор співдружності .
У 1998 році Торп був названий «Австралійцем року» серед молоді.
У зв'язку із підготовкою до XXVII Олімпіади Ян був вимушений залишити на якийсь час школу, де він навчався у десятому класі. На домашній олімпіаді Торп був явно фаворитом. Він виправдав надії своїх тренерів і вболівальників, завоювавши три «золота» і два «срібла».
Після Олімпіади 2000 року, популярність Яна набуває нових висот. Багато компаній підписують з ним контракти на рекламу, у тому числі «Adidas», «Coca Cola», «Omega SA». Троп є активним благодійником, допомагає хворим дітям.
На чемпіонаті Австралії у 2001 році у Хобарті Ян був першим на всіх чотирьох дистанціях, в яких брав участь — 100, 200, 400 та 800 м. Такі здобутки були лише 1959 року в Джона Конрадса. На двох дистанціях (200 та 800 м) Торп встановив світові рекорди.
Наступного разу Світ заговорив про Торпа у 2001 році на Чемпіонаті Світу з водних видів спорту у Фукуоці. Він став першим плавцем, що отримав одразу шість золотих медалей Чемпіонату Світу (три — за індивідуальні запливи: 200, 400, 800 метрів, три — за естафети).
На Літній Олімпіаді в Афінах, Торп виграв 2 золоті, 1 срібну та 1 бронзову медаль, таким чином став другим плавцем року після американця Майкла Фелпса.
Після 2006 року, через хворобу та відсутність подальшої мотивації, Торп відійшов від великого спорту. Проте в лютому 2011 року Торп оголосив, що буде кваліфікуватись на Олімпіаду в Лондоні..
У липні 2014 у британському ток-шоу Майкла Паркінсона (англ. Michael Parkinson) Торп здійснив камінг-аут як відкритий гей. Це зізнання було зроблене після багатьох років публічного заперечення своєї гомосексуальності.